# 安居街道
安居街道，是山东省济宁市任城区下辖的一个乡镇级行政单位。

## 行政区划
安居街道下辖以下地区：
八里庙社区、李庄社区、史海村、东西街村、西北街村、居北村、张店村、壶头刘庄村、十里东村、十里西村、十里北村、宫王庄村、西朱庄村、刘营村、永东村、汪东村、汪西村、桥东村、后张宇村、前张宇村、屈刘庄村、胡庄村、孟庄村、孙井村、西郑桥村、张桥村、兰庄村、东朱庄村、二里半村、夏庄村、五里营河北村、五里营河南村、靳庄村、唐营村、阮家村、胡西村、胡东村、蒋营村、宫白庄村、南刘村、永北村、西李村、西杨庄村、永南村、常马村、东李村、张天楼村、大辛庄村、薛屯村、前埝口村、后埝口村、陈屯村、陈庄村、白咀村、桥西村、火西村、满营村、唐庄村、火东村、侯庄村和胡厂村。

## 人口
2010年中国第六次人口普查时，安居街道共有人口70296人。共有家庭20919户，平均每户3.35人。14岁以下的少年儿童共11643人，占总人口16.56%；15-64岁人口共51793人，占总人口73.67%；65岁及以上的老年人共6860人，占总人口的9.758%。男性共计35162人，占总人口50.01%；女性共计35134，占总人口49.98%。本地居住的人口中，拥有本地户籍的人口为67793人，占96.43%。